# Rhodocybe fallax
Rhodocybe fallax är en svampart som först beskrevs av Lucien Quélet, och fick sitt nu gällande namn av Rolf Singer 1946. Rhodocybe fallax ingår i släktet Rhodocybe och familjen Entolomataceae.  Arten är reproducerande i Sverige. Inga underarter finns listade i Catalogue of Life.